# 10½
10½ è film del 2010 diretto da Daniel Grou.

## Trama
Tommy Leblanc, un ragazzino di dieci anni e mezzo, viene arrestato ed inviato in un centro di riabilitazione per giovani delinquenti. Il suo insegnante, Gilles, tenterà di riportare il bambino sulla strada della legalità.

## Acoglienza
Nel 2010 il film ha vinto il Main Award of Mannheim-Heidelberg al 59° International Filmfestival Mannheim-Heidelberg. All'International Film Festival Bratislava del 2010, il film ha vinto il Premio della Giuria FIPRESCI e lo Student Jury Award. Per il suo ruolo di Tommy, Robert Naylor ha vinto il premio per il miglior attore. In una recensione per il The Gazette di Montreal, Brendan Kelly ha elogiato le prestazioni di Claude Legault e di Robert Naylor.